# Leptataspis schlaginhaufeni
Leptataspis schlaginhaufeni är en insektsart som beskrevs av Jacobi 1921. Leptataspis schlaginhaufeni ingår i släktet Leptataspis och familjen spottstritar. Inga underarter finns listade i Catalogue of Life.